# Francisco Valdivieso y Prada
Francisco de Paula Valdivieso y Prada (Lima, 10 de enero de 1773-Lima, 9 de junio de 1828) fue un abogado, magistrado y político peruano. Fue ministro de Gobierno y Relaciones Exteriores (1822-1824); Encargado Interino del Gobierno (de junio a julio de 1823, mientras el general Sucre se encargaba del mando militar); presidente de la Corte Suprema (1825) y presidente del Congreso General Constituyente (1827).

## Biografía
Sus padres fueron Miguel de Valdivieso y Torrejón (notable jurista y escritor limeño) e Isabel de Prada y Huidobro. Cursó estudios en el Real Convictorio de San Carlos. Tras optar el grado de doctor en Artes y Sagrada Teología, pasó a ejercer como catedrático de Artes en la Universidad de San Marcos (1791). Luego se bachilleró en Sagrados Cánones en el Real Convictorio (1796), donde ejerció como vicerrector y regente de los estudios de Filosofía y Teología (1797). Se recibió como abogado ante la Real Audiencia de Lima el 3 de octubre de 1797. En el ejercicio de su carrera obtuvo elevada reputación por sus elevados conocimientos y juicio.
Viajó a España en 1807 y retornó al Perú en 1811, reasumiendo la regencia de su cátedra. Por segunda vez viajó a España en 1813 al ser elegido uno de los dos diputados por Lima ante las Cortes Generales de España (el otro era el Marqués de Torre Tagle). Tras una actuación discreta, fue nombrado oidor de la Real Audiencia de Santiago de Chile (1815). Se embarcó en Cádiz en abril de 1817 y arribó al Callao en septiembre de ese año, pero no pudo seguir viaje hacia Chile pues los patriotas habían logrado ya la victoria de Chacabuco. Fue agregado, como auditor de guerra, a la expedición realista que partió hacia Chile bajo el mando del general Mariano Osorio, y tras ser derrotado éste en Maipú el 5 de abril de 1818, retornó a Lima con los restos de la expedición realista.
Con el arribo de la Expedición Libertadora comandada por José de San Martín, muchos notables de Lima se plegaron a la causa independentista. Valdivieso suscribió el acta de Declaración de Independencia que el pueblo limeño aprobó en sesión de cabildo abierto el 15 de julio de 1821. Por disposición del gobierno protectoral de San Martín pasó a ser vocal de la Alta Cámara de Justicia, así como integrante de la Junta de Secuestros, cuyo fin era disponer de los bienes de los realistas que habían emigrado de la ciudad. Poco después se encargó exclusivamente de la realización de tal tarea, al ser instituido como juez privativo de secuestros. El 10 de enero de 1822 fue incorporado a la Sociedad Patriótica, en cuyo seno actuó como censor, junto con Francisco Xavier de Luna Pizarro.
Fue nombrado Ministro de Gobierno y Relaciones Exteriores del Perú, cargo que ejerció del 22 de julio de 1822 a 17 de julio de 1823. Oyendo el clamor del pueblo limeño contra los procedimientos arbitrarios del ministro Bernardo Monteagudo (un mulato argentino imbuido de un enfermizo odio hacia los españoles), dispuso su expulsión del país (25 de julio de 1822). Interinamente ejerció como Ministro de Hacienda, del 21 de septiembre de 1822 a 2 de abril de 1823.
Tras la deposición del presidente José de la Riva Agüero, fue autorizado por el Congreso Constituyente para ejercer interinamente del Poder Ejecutivo «en los lugares que no sirven de teatro a la guerra», en tanto que el general venezolano Antonio José de Sucre, lugarteniente de Bolívar, ejercía el «poder militar». Este mandato provisional se extendió del 23 de junio hasta el 17 de julio de 1823, cuando asumió la presidencia José Bernardo de Tagle (Marqués de Torre Tagle).
Consumada la victoria patriota en los campos de Junín y Ayacucho, Valdivieso fue nombrado vocal de la Corte Suprema de Justicia cuya presidencia llegó a ejercer (1825). Integró además una comisión a la cual se encargó la redacción de proyectos de Código Civil y Código Penal. Fue condecorado con la medalla cívica con el busto de Bolívar (10 de octubre de 1825). Desde la Corte Suprema contribuyó a la aprobación de las sentencias de muerte dictadas contra Juan de Berindoaga y Pablo Terón por presunto delito de traición (11 de abril de 1826).
En 1827 fue elegido diputado por Lima y se incorporó en el Congreso General Constituyente, cuya presidencia ejerció de 4 de agosto a 4 de octubre de 1827, reemplazando a Luna Pizarro.
Falleció en Lima a las tres de la tarde del 9 de junio de 1828, «a consecuencia de una parálisis que hace algunos años padecía», según refiere la noticia del deceso publicada en El Telégrafo de Lima del 19 de junio de aquel año.[cita requerida]